# Hypsugo imbricatus
Hypsugo imbricatus — вид рукокрилих ссавців із родини лиликових.

## Середовище проживання
Країни поширення: Індонезія (Балі, Ява, Калімантан, Малі Зондські острови), Малайзія (Сабах, Саравак). Він був записаний над струмками серед садів бананових дерев, над водою зрошувальних каналів і над водоймами оточеними плантаціями бамбука.

## Загрози та охорона
Немає серйозних загроз для цього виду. Цей вид, ймовірно, зустрічається в охоронних територіях по всьому ареалу.